# David Tanner
David Tanner (* 30. September 1984 in Melbourne, Australien) ist ein ehemaliger australischer Radrennfahrer.
Nachdem Tanner 2010 drei Wettbewerbe des internationalen Kalenders gewonnen hatte, erhielt er ab der Saison 2011 einen Vertrag beim UCI ProTeam Team Saxo Bank-Tinkoff Bank. Für diese Mannschaft bestritt er die Vuelta a España 2012 und beendet seine erste Grand Tour als 106. 2013 und 2014 fuhr er für das ProTeam Belkin-Pro Cycling Team. 2015 wechselte er zu IAM Cycling und gewann im Sprint die zweite Etappe der Österreich-Rundfahrt. Nach Ablauf der Saison 2018 beendete es seine Karriere als Aktiver.

## Erfolge
2010
- eine Etappe Tour de Beauce
- eine Etappe Tour of Utah
- eine Etappe Tour of China

2015
- eine Etappe Österreich-Rundfahrt

## Teams
- 2008 Barloworld (Stagiaire)
- 2009 Rock Racing
- 2010 Fly V Australia
- 2011 Saxo Bank-SunGard
- 2012 Team Saxo Bank-Tinkoff Bank
- 2013 Belkin-Pro Cycling Team
- 2014 Belkin-Pro Cycling Team
- 2015 IAM Cycling
- 2016 IAM Cycling
- 2017 Vérandas Willems-Crelan (ab 1. Juli)
- 2018 Vérandas Willems-Crelan